# Opus reticulatum

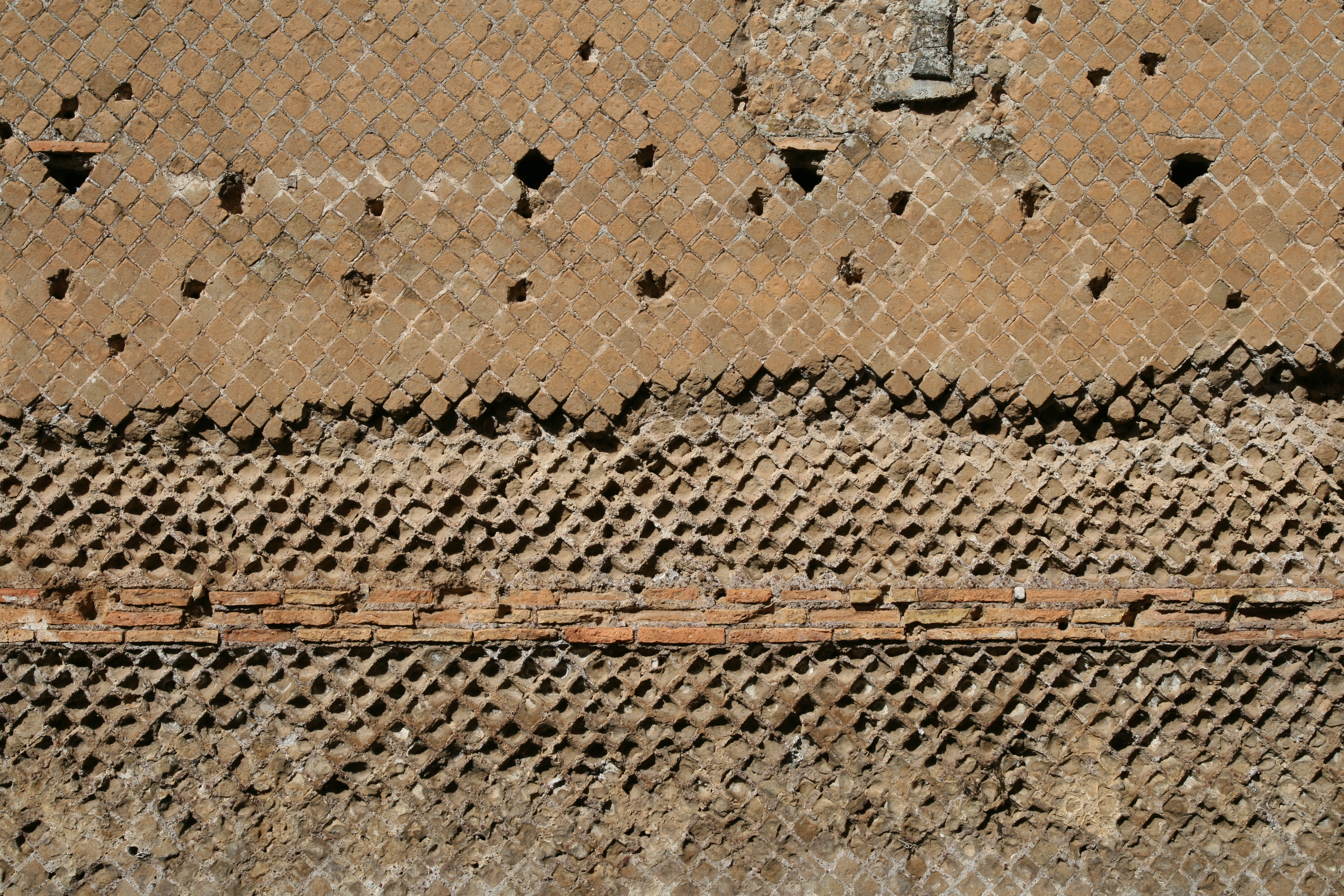
Opus reticulatum an der Villa Adriana, Tivoli

Opus reticulatum ist eine Form der Mauerwerk-Verblendung im Römischen Reich.
Mindestens seit 273 v. Chr. errichteten die Römer Mauern, Gewölbe und Kuppeln aus Beton (opus caementicium). Dieser wurde zwischen zuvor errichtete Mauerschalen gegossen.
Das Aussehen und die Konstruktion dieser Mauerschalen passte sich im Laufe der Jahrhunderte dem jeweiligen Zeitgeschmack an. So kam unregelmäßiges Steinmauerwerk (opus incertum) genauso vor wie Schalen aus Mauerziegeln (opus testaceum) oder Mischformen (opus mixtum).
Seit ca. 80 v. Chr. setzte sich das opus reticulatum mehr und mehr durch (in der Forschung ist umstritten, ob es chronologisch nach dem opus incertum anzusetzen ist). Dabei wurde Naturstein – meist Tuff – pyramidenförmig bearbeitet. Die Spitze der Pyramide wurde in den feuchten Putz gedrückt, so dass die quadratische Grundfläche (Seitenlänge in der Regel 6–7 cm) nach außen zeigte. Die quadratische Seite der Steine wurden auf der Spitze stehend angeordnet, so dass sich ein rautenförmiges Muster und das Gesamtbild eines Netzes ergab (lat. rete = das Netz).